# Gurnos
Gurnos est une communauté du borough de comté de Merthyr Tydfil, au pays de Galles.

## Géographie
Gurnos est située au nord du centre-ville de Merthyr Tydfil. Elle correspond à un grand ensemble construit à partir des années 1950.

## Démographie
Au recensement de 2011, la communauté de Gurnos comptait 5 280 habitants.